# Mistrzostwa Świata w Łyżwiarstwie Szybkim w Wieloboju 1890
Mistrzostwa świata w łyżwiarstwie szybkim w wieloboju w 1890 roku odbyły się w dniach 3–4 stycznia w Amsterdamie, na naturalnym lodowisku ulokowanym na placu Museumplein. Była to impreza nieoficjalna. W zawodach brali udział tylko mężczyźni. Zawodnicy startowali na dystansach angielskich, czyli pół mili (805 metrów), 1 mila (1609 metrów), 2 mile (3219 metrów) i 5 mil (8047 metrów). Na dystansie 1/2 mili rozegrano kwalifikacje, a także finał do którego awansowało 4 najlepszych zawodników z kwalifikacji. Mistrzem świata zostawał zawodnik, który wygrywał wszystkie dystanse. Ponieważ nikomu nie udała się ta sztuka zwycięzcy nie ogłoszono. Miejsca zawodników są nieoficjalne.

## Uczestnicy
W zawodach wzięło udział 15 łyżwiarzy z 5 krajów. Sklasyfikowanych zostało 3.
| Państwa biorące udział w mistrzostwach | Państwa biorące udział w mistrzostwach | Państwa biorące udział w mistrzostwach | Państwa biorące udział w mistrzostwach | Państwa biorące udział w mistrzostwach |
| -------------------------------------- | -------------------------------------- | -------------------------------------- | -------------------------------------- | -------------------------------------- |
| Cesarstwo Niemieckie                   | Holandia                               | Imperium Rosyjskie                     | Norwegia                               | Wielka Brytania                        |

## Wyniki
- DNF – nie ukończył, DNS – nie wystartował, f – wywrócił się

| Pozycja | Zawodnik          | Kraj                 | ½ mili kwalifikacje | ½ mili finał | 1 mila      | 2 mile      | 5 mile       |
| ------- | ----------------- | -------------------- | ------------------- | ------------ | ----------- | ----------- | ------------ |
| (1.)    | Adolf Norseng     | Norwegia             | 1:22.4 (1.)         | 1:24.6 (2.)  | 3:07.0 (2.) | 6:25.0 (1.) | 16:48.4 (1.) |
| (2.)    | George Jurrjens   | Holandia             | 1:31.2 (6.)         | 9:59.9 !     | 3:15.0 (3.) | 6:53.0 (3.) | 18:33.4 (2.) |
| (3.)    | Fritz Ahrendt     | Cesarstwo Niemieckie | 1:31.4 (7.)         | 9:59.9 !     | 3:34.6 (6.) | 7:20.8 (5.) | 19:38.4 (3.) |
| DNS     | Klaas Pander      | Holandia             | 1:22.6 (2.)         | 1:24.4f (1.) | 3:06.0 (1.) | 6:33.4 (2.) | 59:59.9 !    |
| DNS     | Jaap Houtman      | Holandia             | 1:30.8 (5.)         | 9:59.9 !     | 3:20.0 (4.) | 7:09.0 (4.) | 59:59.9 !    |
| DNF     | Charles Tebbutt   | Wielka Brytania      | 9:59.9 !            | 9:59.9 !     | 3:25.6 (5.) | DNF         | 59:59.9 !    |
| DNS     | N. Kampers        | Holandia             | 1:45.0 (10.)        | 9:59.9 !     | 9:59.9 !    | 9:59.9 !    | 20:40.0 (4.) |
| DNS     | Wim de Boer       | Holandia             | 1:37.0 (9.)         | 9:59.9 !     | 9:59.9 !    | 9:59.9 !    | 59:59.9 !    |
| DNS     | A. Couvée         | Holandia             | DNF                 | 9:59.9 !     | 9:59.9 !    | 9:59.9 !    | 59:59.9 !    |
| DNS     | G. Couvée         | Holandia             | DNF                 | 9:59.9 !     | 9:59.9 !    | 9:59.9 !    | 59:59.9 !    |
| DNS     | Aleksandr Panszyn | Imperium Rosyjskie   | 1:26.0 (3.)         | 1:26.0 (3.)  | 9:59.9 !    | 9:59.9 !    | 59:59.9 !    |
| DNS     | Even Godager      | Norwegia             | 1:26.8 (4.)         | 1:27.0 (4.)  | 9:59.9 !    | 9:59.9 !    | 59:59.9 !    |
| DNS     | Foeke Tjalma      | Holandia             | 1:31.6 (8.)         | 9:59.9 !     | 9:59.9 !    | 9:59.9 !    | 59:59.9 !    |
| DNS     | J. Jurrjens       | Holandia             | 2:02.0f (11.)       | 9:59.9 !     | 9:59.9 !    | 9:59.9 !    | 59:59.9 !    |
| DNS     | Jibbens           | Holandia             | DNF                 | 9:59.9 !     | 9:59.9 !    | 9:59.9 !    | 59:59.9 !    |